# 資本の循環
資本の循環（しほんのじゅんかん、英語：circuit of capital）とは購買の段階の流通過程と生産過程、販売の段階の流通過程の三つの過程を循環するという資本の運動を指す。マルクス経済学の概念である。この循環が終われば、それは資本が一回転したと考えられる。（資本の回転を参照）

## 概説
資本の循環は資本家が貨幣で商品を購買する流通過程、資本家が商品を生産する生産過程、資本家が商品を販売する流通過程、以上の三つの過程を統一的に循環する資本の運動を指す。この運動の中で資本は自己増殖を行う。（ただしこの場合は商業資本は含まず、商品の生産によって剰余価値を取得する産業資本に限定される運動である）

## 循環の三段階
産業資本の循環は大きく区分して「貨幣資本の循環」、「生産資本の循環」、「商品資本の循環」の三つの段階が存在する。（各資本の性格については資本を参照）資本の循環は以下のように示すことができる。
M（貨幣資本）―C（商品資本）…P（生産資本）…C´（C＋ΔC）―M´（M＋ΔM（ΔMは前貸資本や個人的消費へ））―M―C…P…
このように資本の循環を示してみると、貨幣資本に始まり貨幣資本に終わる資本循環（M…M）、生産資本に始まり生産資本に終わる資本循環（P…P）、商品資本に始まり商品資本に終わる資本循環（C…C）が見ることができる。これらの循環は一個の資本によるものなので、これらの循環をそれぞれ、貨幣資本循環、生産資本循環、商品資本循環と呼ぶ。この循環のどこかで中断されれば一連の資本の循環も中断される。

## 資本の循環と流通
資本は生産過程と流通過程を経過することは循環上不可欠な運動である。故に資本家は流通過程においてもある程度の労働力などを投入する必要がある。この流通過程で必要となるコストを流通費と呼ぶ。
流通費にも「純粋な流通費」と「保管費と運輸費」に分類される。
- 純粋な流通費とは商品を販売するための費用である。この費用は商品にとって何の価値にもならないが、商品資本を貨幣資本に転化させるためには必要な経費である。具体的には、売買費用、簿記費用、貨幣費用などが挙げられる。
- 保管費と運輸費は商品の売買ではなく、生産過程における費用であり、商品に価値を付加するための費用である。

注意すべきなのは、流通過程は生産過程の準備に過ぎず、決して純粋な流通過程が剰余価値を生み出すわけではない。しかし日常的には流通過程を経過してから資本として取り扱われるため、剰余価値・価値は流通過程から生じるように錯覚する。